# Owego (Village, New York)
|  | Dieser Artikel wurde aufgrund von inhaltlichen Mängeln auf der Qualitätssicherungsseite des Projektes USA eingetragen. Hilf mit, die Qualität dieses Artikels auf ein akzeptables Niveau zu bringen, und beteilige dich an der Diskussion! Eine nähere Beschreibung der zu behebenden Mängel fehlt. |

Owego ist ein Village im Tioga County des Bundesstaats New York (USA) und ist Verwaltungssitz (County Seat) des Countys. Das Dorf hatte bei der Volkszählung 2010 3896 Einwohner. 20 Prozent der Einwohner haben deutsche Vorfahren, rund 18 Prozent der Einwohner sind irischen Ursprungs. Der Name leitet sich vom irokesischen Wort Ahwaga ab, was bedeutet, wo sich das Tal weitet.

## Verkehr
In Owego liegt an der Bahnstrecke Southern Tier Line der Norfolk Southern Railway und ist Ausgangspunkt einer Nebenbahn, die durch die Owego and Harford Railway befahren wird. Beide Strecken dienen ausschließlich dem Güterverkehr.

## Geschichte
Owego wurde 1785 gegründet. Als die "Stadt von Tioga" aus der Stadt Union entstand, befand sich das Dorf Owego in Tioga. Im Jahr 1813 wechselten Tioga und Owego die Namen.
Die ersten Siedler der Gemeinde waren 1785 James McMaster 1787 Amos Draper. Das Zentrum der Gemeinde entwickelte sich in kurzer Entfernung östlich des Owego Creek. Der Fluss stellte bis 1808 den Hauptzugang zur Siedlung dar, bis die Owego-Ithaka-Straße fertiggestellt wurde und Owego eine herausragende Stellung unter den wachsenden Handelsdörfern der Region erlangte.
Im Laufe der Jahre entwickelte sich das Dorf entlang des Nordufers des Susquehanna River weiter. Entlang des Flusses befanden sich Industriebetriebe, darunter ein Sägewerk. Fähren ermöglichten den Zugang über den Fluss, bis die erste Brücke im Jahr 1828 gebaut wurde. Diese ursprüngliche Brücke wurde seit 1933 viermal ersetzt und die letzte Brücke wurde 2003 neu gebaut. Ein großer Brand im frühen 19. Jahrhundert zerstörte viele Gebäude entlang die Uferpromenade.
Im Jahr 1797 übertrug James McMaster ungefähr drei Morgen Land an die "Treuhänder der Owego-Siedlung" für ein öffentliches Grundstück. Dieser Landstrich ist heute als Courthouse Park bekannt und erstreckt sich vom Fluss bis zur Main Street. Es wird von der Court Street und der Park Street flankiert. 1823 wurde an dieser Stelle das erste Gerichtsgebäude errichtet. Es wurde 1870 abgerissen und durch das heutige Gerichtsgebäude aus dem Jahr 1872 ersetzt. Es ist das älteste noch funktionierende Gerichtsgebäude im Bundesstaat New York und ist im National Register of Historic Places aufgeführt.

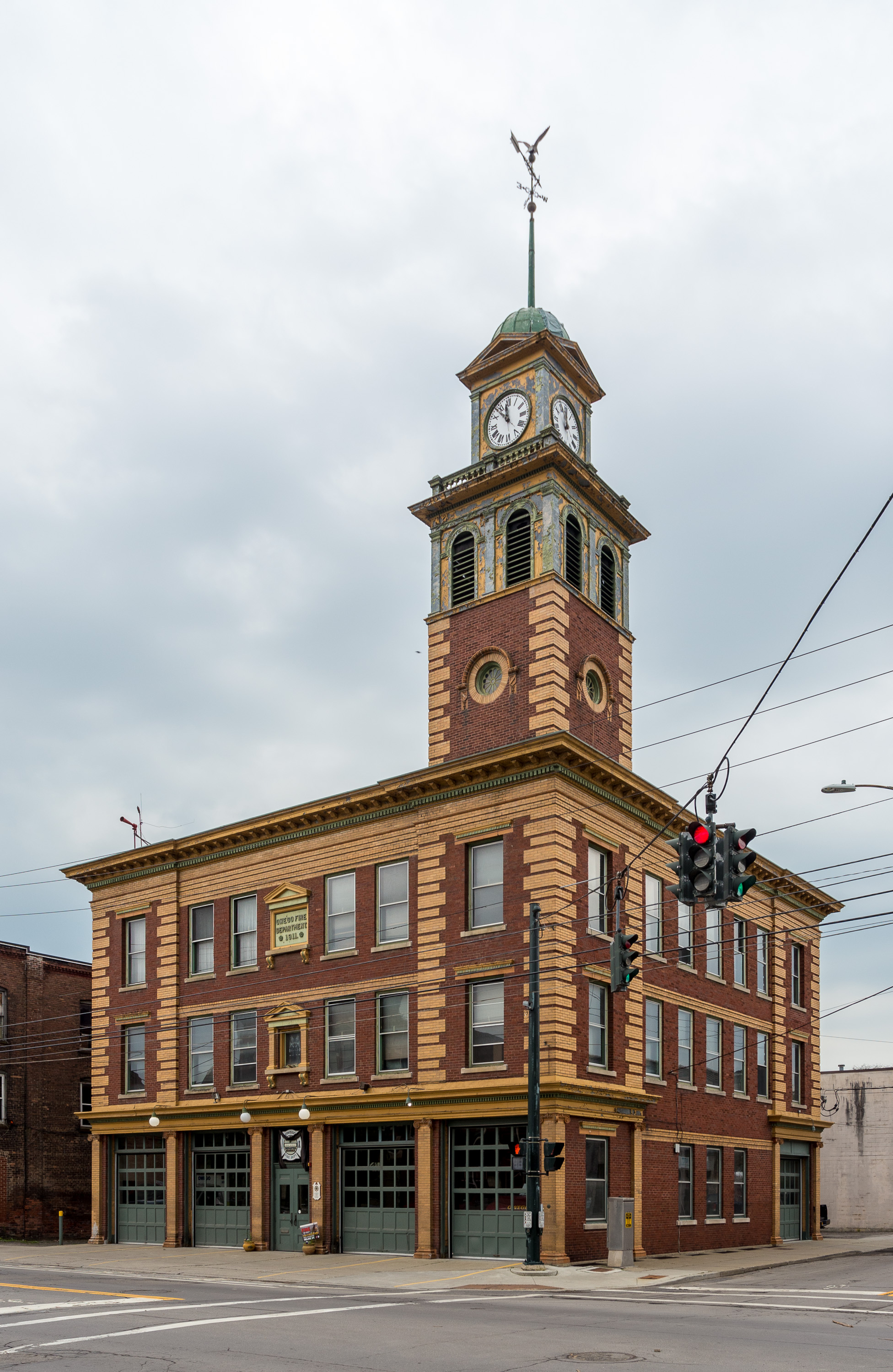
Historic Central Fire Station, 87 North Avenue, Owego, New York

## Erdbeerfest
Owego ist die Heimat eines beliebten jährlichen Erdbeerfestes, das seit 1980 nahezu jährlich im Juni stattfindet. In den Jahren 2020 und 2021 fiel es aus. Das Festival zieht regelmäßig 20.000 Besucher an und umfasst eine Parade, einen gemeinschaftlichen 5-km-Lauf, Live-Musik und Verkäufer von frischen Produkten und zubereiteten Gerichten auf Erdbeerbasis. 2020 sollte das 40-jährige Jubiläum des Festivals gefeiert werden, die COVID-19-Pandemie zwang jedoch zur Absage. Die Feierlichkeiten zum 40-jährigen Jubiläum für das Jahr 2022 vorgesehen.

## Persönlichkeiten
- Douglas G. Hurley (* 1966), Astronaut der NASA
- John Alden Loring (1871–1947), Feldbiologe, Mammaloge und Forschungsreisender